# 113390 Гельвеція
113390 Гельвеція (113390 Helvetia) — астероїд головного поясу, відкритий 29 вересня 2002 року.
Тіссеранів параметр щодо Юпітера — 3,552.